# Karin Remsing
Karin Remsing (* 12. April 1928; † 1. Oktober 2001) war eine deutsche Schauspielerin.

## Leben
Ab 1958 sind verschiedene Theaterengagements nachweisbar. So spielte sie in diesem Jahr an den Städtischen Bühnen Essen, 1959 am Staatstheater Stuttgart und 1960 am Thalia Theater in Hamburg.  Ab dem Jahr 1961 war sie für lange Zeit Mitglied des Ensembles am Schillertheater in Berlin. So verkörperte sie dort 1963 die Molly Griesinger in Frank Wedekinds Schauspiel  Der Marquis von Keith  und die Marie Beaumarchais in Goethes Trauerspiel Clavigo. 1973 konnte man sie in F. Scott Fitzgeralds Theaterstück Der Präsident oder Das Würstchen (The Vegetable) sehen.  1976 trat sie gemeinsam mit Gisela Schneeberger in der von Dieter Hildebrandt zusammengestellten und von Stefan Wigger  inszenierten Revue Haus Vaterland auf.
Karin Remsing wirkte zudem in Film- und Fernsehproduktionen mit. Darunter befanden sich 1952 der Spielfilm Einmal am Rhein von Helmut Weiss mit Paul Henckels, Maria Paudler und Albert Florath, 1954 die Produktion Drei vom Varieté von Kurt Neumann mit Ingrid Andree, Erich Schellow und Paul Dahlke und 1957 Tolle Nacht von John Olden mit Maria Sebaldt, Harald Juhnke und Rudolf Platte. In dem Fernsehspiel  Nach all der Zeit unter der Regie von Hans Lietzau spielte sie 1960 neben  Wolfgang Lukschy, Blandine Ebinger, Dietmar Schönherr und Michael Hinz.
Sie war darüber hinaus in einigen Hörspielen als Sprecherin tätig. In der Hörspieladaption des  Schauspiels Eine Träne des Teufels von Théophile Gautier in einer Produktion des Nordwestdeutschen Rundfunks (NWDR) aus dem Jahr 1953 konnte man sie unter der Regie  von Helmut Käutner an der Seite von Albert Florath, Gisela Peltzer, Ruth Leuwerik und Hermann Lenschau hören.
Karin Remsing betätigte sich auch als Synchronsprecherin. 1967 lieh sie Jane Fonda die deutsche Stimme für die Produktionen Barfuß im Park und Jeden Mittwoch.

## Filmografie (Auswahl)
- 1952: Einmal am Rhein
- 1953: Schneeweißchen und Rosenrot (Fernsehfilm)
- 1953: Skandal um Peggy (Fernsehfilm)
- 1954: Eine Liebesgeschichte
- 1954: Drei vom Varieté
- 1957: Tolle Nacht
- 1957: Junger Mann, der alles kann
- 1960: Nach all der Zeit (Fernsehfilm)
- 1961: Die Pariser Komödie (Fernsehfilm)
- 1964: Clavigo (Fernsehfilm)
- 1964: Don Gil von den grünen Hosen (Fernsehfilm)
- 1965: Das Fahrrad (Fernsehfilm)

## Hörspiele (Auswahl)
- 1952: Sinfonie für Jazz – Regie: Hans Gertberg
- 1952: Der König von Albanien – Regie: Fritz Schröder-Jahn
- 1952: Klasse 2b – zehn Jahre später – Regie: Fritz Schröder-Jahn
- 1953: Eine Träne des Teufels – Regie: Helmut Käutner
- 1953: Gobsch – Regie: Fritz Schröder-Jahn
- 1954: Meine Frau wohnt nebenan – Regie: Erik Ode
- 1954: Die Schneegans  –  Regie: Detlof Krüger
- 1958: Persien-Story (2 Teile) –  Regie: Otto Kurth
- 1962: Vor Sonnenuntergang (Theatermitschnitt) –  Regie: Boleslaw Barlog
- 1963: Der Tod reist mit dem Zirkus – Regie: S. O. Wagner
- 1963: Wochenend-Party –  Regie: Ulrich Gerhardt
- 1963: Don Gil von den grünen Hosen (Theatermitschnitt) –  Regie: Boleslaw Barlog
- 1966: Beutz braucht Schonung – Regie: Günter Braun
- 1966: Eine Nacht – Regie: Willi Schmidt
- 1967: Gáspár Varros Recht –  Regie: Ulrich Gerhardt
- 1970: Das Schreien der Katze im Sack –  Regie: Friedhelm Ortmann
- 1971: Erkennen vielstimmig – Datenkrimi I –  Regie: Joachim Sonderhoff